# إيلان كش
إيلان‌ كش هي قرية في مقاطعة كليبر، إيران. عدد سكان هذه القرية هو 11 في سنة 2006.